# Crespo (Venezuela)
Crespo è un comune del Venezuela situato nello Stato del Lara.
Il capoluogo del comune è la città di Duaca.